# Slym papà
Slym papà (Baby Mine) è un film muto del 1928 diretto da Robert Z. Leonard tratto da Baby Mine. Domestic Farce in Three Acts lavoro teatrale di Margaret Mayo presentato a Broadway il 23 agosto 1910. Il film, interpretato da Karl Dane e Charlotte Greenwood, fu prodotto dalla MGM che lo distribuì nelle sale l'8 gennaio 1928.
Si tratta del rifacimento di Baby Mine del 1917 diretto da Hugo Ballin e John S. Robertson.

## Trama
Emma, per riconquistare il marito Slym, decide di procurarsi un figlio adottivo senza far partecipe il marito dell'idea, ma dicendogli semplicemente che sta per diventare padre. Aiutata dall'amica Helen e da suo marito Jimmy, Emma trova una madre pronta a cederle il neonato, per poi pentirsi subito dopo. Jimmy si mette a cercare un sostituto e ne trova fin troppi. Così Slym si trova la casa invasa di neonati.

## Produzione
Il film fu prodotto dalla MGM.

## Distribuzione
Il copyright del film, richiesto dalla Metro-Goldwyn-Mayer Distributing Corp., fu registrato il 21 gennaio 1928 con il numero LP25249.
Il film, distribuito dalla MGM, uscì nelle sale statunitensi l'8 gennaio 1928. In Finlandia, fu distribuito pochi giorni dopo, il 14 gennaio 1928. In Spagna, il film prese il titolo A quien dios no le da hijos. In Italia, distribuito nel 1928 dalla Metro Goldwyn, ottenne il visto di censura numero 24522.
Non si conoscono copie ancora esistenti della pellicola che viene considerata presumibilmente perduta.